# Marshland (film)
Marshland (spanska: La isla mínima) är en spansk dramafilm från 2014 i regi av Alberto Rodríguez Librero.

## Utmärkelser
Filmen vann tio Goyapriser 2015, inklusive priset för bästa film.

## Rollista i urval
- Javier Gutiérrez - Juan
- Raúl Arévalo - Pedro
- Antonio de la Torre - Rodrigo
- Nerea Barros - Rocio
- María Varod - Trinidad
- Perico Cervantes - Trinidads far
- Jesús Ortiz - Andrés
- Jesús Carroza - Miguel
- Salva Reina - Jesús